# Lerista storri
Lerista storri — вид сцинкоподібних ящірок родини сцинкових (Scincidae). Ендемік Австралії. Вид названий на честь австралійського герпетолога Глена Мільтона Сторра.

## Поширення і екологія
Lerista cinerea мешкають в регіоні нагір'я Ейнаслі на північному сході Квінсленду. Вони живуть в евкаліптових рідколіссях, серед пухкого ґрунту.

## Збереження
МСОП класифікує стан збереження цього виду як близький до загрозливого. Lerista storri загрожує знищення природного середовища.